# Taiwanmeestimalia
De taiwanmeestimalia (Yuhina brunneiceps) is een zangvogel uit de familie Zosteropidae (brilvogels) die voorkomt in het Oriëntaals gebied.

## Kenmerken
De taiwanmeestimalia is 13 cm lang. De vogel heeft een kastanjebruin kuifje en een duidelijke baardstreep en een klein zwart oogstreepje. Van boven is de vogel olijfbruin van onder is de vogel wat lichter. De vogel is sterk verwant aan de geelpootmeestimalia die op het vasteland van Azië voorkomt.

## Verspreiding en leefgebied
De taiwanmeestimalia komt voor in montane bossen van 1000–3300 m boven de zeespiegel in het centrale bergland van Taiwan.

## Status
De taiwanmeestimalia heeft een ruim verspreidingsgebied en daardoor is de kans op de status  kwetsbaar (voor uitsterven) gering. De grootte van de populatie is niet gekwantificeerd, maar waarschijnlijk gaan door verbrokkeling van het leefgebied de aantallen achteruit. Echter, het tempo ligt onder de 30% in tien jaar (minder dan 3,5% per jaar. Om deze redenen staat deze meestimalia als niet bedreigd op de Rode Lijst van de IUCN.